# Contea di Dallas (Texas)
La contea di Dallas (in inglese Dallas County) è una contea dello Stato USA del Texas. Il nome le è stato dato in onore del vice presidente degli Stati Uniti George Mifflin Dallas. Al censimento del 2010 la popolazione era di 2 368 139 abitanti, ed è la nona contea più popolosa degli Stati Uniti. Il suo capoluogo è Dallas.

## Geografia fisica
Lo United States Census Bureau certifica che l'estensione della contea è di 2.353 km², di cui 2.278 km² composti da terra e i rimanenti 75 km² composti di acqua.

## Infrastrutture e trasporti

### Strade
| - Interstate 20 - Interstate 30 - Interstate 35E - Interstate 45 - Interstate 635 (Texas) | - U.S. Highway 67 - U.S. Highway 75 - U.S. Highway 77 - U.S. Highway 80 - U.S. Highway 175 | - State Highway 66 (Texas) - State Highway 78 (Texas) - State Highway Loop 12 (Texas) |

## Contee confinanti
- Contea di Collin, Texas - nord
- Contea di Rockwall, Texas - nord-est
- Contea di Kaufman, Texas - est
- Contea di Ellis, Texas - sud
- Contea di Tarrant, Texas - ovest
- Contea di Denton, Texas - nord-ovest

## Storia
La Contea di Dallas venne costituita il 30 marzo 1846.

## Città
| - Addison - Balch Springs - Cedar Hill† - Carrollton† - Cockrell Hill - Combine† - Coppell† - Dallas† | - DeSoto - Duncanville - Farmers Branch - Ferris† - Garland† - Glenn Heights† - Grand Prairie† - Grapevine† | - Highland Park - Hutchins - Irving - Lancaster - Lewisville† - Mesquite† - Ovilla† - Richardson† | - Rowlett† - Sachse† - Sand Branch (non incorporata) - Seagoville† - Sunnyvale - University Park - Wilmer - Wylie† |

† Queste città fanno parte anche di altre contee.